# Margarinotus maruyamai
Margarinotus maruyamai är en skalbaggsart som beskrevs av Ôhara 1999. Margarinotus maruyamai ingår i släktet Margarinotus och familjen stumpbaggar. Inga underarter finns listade i Catalogue of Life.